# Vi de la terra Mallorca
El Vi de la terra Mallorca és una indicació geogràfica pels vins amb la menció tradicional vi de la terra produïts a l'illa de Mallorca, com a complement de l'àrea que constitueix el Vi de la terra Serra de Tramuntana-Costa Nord. Està regulat per ordre de la conselleria d'Agricultura i Pesca del 13 d'abril de 2007.

## Història
Existeixen constàncies de consum de vi a Mallorca dels segles VII i VI aC, amb multitud de vasos i altres recipients de fang, que eren emprats per a la comercialització de vi dins la Mar Mediterrània. Ara bé, pareix que no va ser fins a l'època d'ocupació romana que es va introduir la vinya i es va desenvolupar el seu cultiu a Mallorca. En el segle i aC, l'historiador romà Plini el Vell citava en el seu llibre Naturalis Historia: «els vins baleàrics es comparen amb els millors d'Itàlia».
Durant l'ocupació àrab, a partir de l'any 903, el cultiu de la vinya va continuar, malgrat les seves prohibicions, fins i tot aplicant els sofisticats sistemes de regadiu inventats pels àrabs.
Amb l'ocupació de Jaume I, el setembre de 1229, s'alliberava de la prohibició islàmica del consum de vi, i el rei fou la concessió de llicències per al cultiu de vinyes a Bunyola, Campos, Felanitx, Manacor, Porreres i Valldemossa. Entre els segles XIV i XVIII, la producció de vi mallorquí va ser pròspera i l'activitat vitivinícola es convertí en una de les principals activitats econòmiques dels habitants, donant lloc fins i tot a l'inici d'un important comerç marítim dels vins de la zona.
Durant la primera meitat del segle xix, els cultius de raïm foren afectats per dues plagues, primer la del pugó i després la de l'oïdi, que varen provocar una reducció de la superfície cultivada. La plaga de fil·loxera que va sofrir França l'any 1862 va motivar una urgent demanda de raïm, mosts i vins per part dels vinaters francesos, que estimulà la ràpida replantació de les vinyes a Mallorca. Així, entre els anys 1865 i 1890 es va donar el període de màxima esplendor del cultiu de raïm i la producció de vi a l'illa. Eren tan importants els moviments des dels ports de Palma, Portocolom i Alcúdia cap a França, que fins i tot es crearen empreses de transport marítim dedicades exclusivament a les exportacions de vins.
L'any 1891 aparegué la fil·loxera a Mallorca i, amb la seva gran capacitat de reproducció, va tenir un efecte fulminant per a les vinyes de Mallorca. Les exportacions varen quedar aturades i el cultiu de la vinya a l'illa devastat. Com a conseqüència, es produí una substitució del cultiu de la vinya, principalment pel de l'ametller, i una reducció de la producció de vi, que va quedar limitada a una petita quantitat, insuficient per cobrir el consum interior i que va crear l'obligació d'importar vins forans.
A principis del segle XX es dugué a terme una lenta repoblació de les vinyes a Mallorca. Ara bé, durant les dècades del 1930 i 1940, el cultiu de raïm tornà a sofrir un retrocés, degut a la Guerra Civil Espanyola i la posterior necessitat d'obtenir altres productes agrícoles.
A partir dels anys 60, el desenvolupament turístic va propiciar que, per una banda, els fills de molts vinaters mallorquins abandonessin el negoci del vi per invertir en l'hoteleria i, per altra banda, que s'incrementés el consum de vins peninsulars, principalment vins a granel molt més barats. Malgrat tot això, en la dècada dels anys 90 es produí una reactivació del sector.

## Geografia
La zona de producció de raïm, d'elaboració i d'embotellatge de vi amb dret a la menció «vi de la terra Mallorca» comprèn tots els municipis de l'illa de Mallorca. Únicament tenen dret a usar aquesta menció els vins elaborats íntegrament amb raïms produïts a Mallorca i envasats a la zona de producció.
Geogràficament, l'illa de Mallorca s'organitza en cinc unitats: la Serra de Tramuntana, on es registren les majors altituds, que serveixen de protecció enfront dels vents del nord-oest; el Raiguer; el Pla; la Serra de Llevant, amb altituds més moderades; i el Migjorn.
El clima mallorquí és típicament mediterrani, amb temperatures molt altes durant l'estiu (superiors als 30 °C) i moderadament baixes durant l'hivern (rarament inferiors als 5 °C). En els punts més alts de les muntanyes de la Serra de Tramuntana es produeixen nevades puntualment durant l'hivern. El nivell d'humitat és, en general, molt elevat. Les precipitacions, que solen ser de tipus tempestuós, es concentren a la tardor.

## Vins
Els vins són nets, amb aromes franques identificatives de les varietats del raïm de procedència. Els vins blancs són de color groc pàl·lid a daurat; aromàtics, en què predominen les aromes de fruites o forals; equilibrats, amplis i frescs. Els vins rosats són de color rosa pàl·lid a rosa ataronjat, brillants i transparents, amb predomini de les aromes primàries. Els vins negres són de capa elevada, amb aroma potent i rics en tanins. La fase aromàtica es caracteritza per la presència de fruites vermelles. En boca són rodons i amb cos.
Les varietats de raïm blanc utilitzades són prensal, chardonnay, macabeu, malvasia, moscatell, parellada, riesling i sauvignon blanc.
Les varietats de raïm negre utilitzades són callet, manto negre, cabernet sauvignon, fogoneu, merlot, monestrell, sirà, ull de llebre i pinot noir.
La graduació alcohòlica mínima és: 10,5° pel vi blanc, 11,0° pel vi rosat i 11,5° pel vi negre.